# Shisiwa Wenefu
Shisiwa Wenefu (auch: Chissioua Ouénéfou, Île Ouénéfou) ist die größte Insel im Parc marin de Mohéli, südlich der Insel Mohéli im Inselstaat Komoren.

## Geographie
Der Archipel vor der Südküste von Mohéli besteht aus 5 großen Inseln, die sich fingerförmig nach Süden ins Meer erstrecken, und zahlreichen kleinen Felseninseln und Riffen. Wenefu ist die größte dieser Inseln und zentral im Archipel gelegen. Im Osten schließt sich die Chissioua Chandzi (Shisiwa Shandzi) an, die nur etwa 400 m südlich der Ostspitze der Insel aus dem Meer aufsteigt. Nach Westen schließt sich in ca. 2,5 km Entfernung die Insel Shisiwa Kandzoni (Chissioua Kanzoni) an. Weitere Felseneilande liegen direkt vor der Küste der Insel im Westen (Shisiwa Mbuzi – Chissioua Mbouzi, Rocher Noir)
Die Insel selbst zeigt in etwa die Form einer Axt mit einem breiteren Teil im Norden und einem schmalen „Stiel“, der nach Süden ins Meer reicht. Der Nordteil steigt bis auf über 140 m Höhe an, während die schmalste Stelle in der Mitte viel tiefer liegt und ganz im Süden wieder ein Anstieg auf über 100 m zu verzeichnen ist.
Der Name Shisiwa sha Wenefu bedeutet im Komorischen (Shimwali): Insel der Leprakranken. Sie war lange Zeit ein Quarantänelager für Leprakranke. Die Kranken erhielten ihre Nahrungsmittel von den Familien. Sie lebten an der Nordküste, gegenüber dem Ort Nioumachoua. An der Südküste lebten gewöhnliche Fischer.